# Грицай Дмитро
Дмитрó Грицáй-Переб́ийніс (при народженні Дмитро Грицай, псевдо: «Перебийніс», «Дуб», «Олег», «Сірко» 1 квітня 1907, село Дорожів, нині Верхній Дорожів, Дрогобицький район — 22 грудня 1945, Прага, нині Чехія) — український політичний і військовий діяч, референт Крайової екзекутиви ОУН на західноукраїнських землях у 1933–1934 рр., генерал-хорунжий УПА, з січня 1944 року — начальник її Головного військового штабу.

## Життєпис
Народився в селі Дорожів, тоді Самбірського повіту, Королівство Галичини і Володимирії, Австро-Угорська імперія, нині село Дрогобицького району Львівської області, Україна.
Середню освіту здобув у Дрогобицькій українській гімназії імені Івана Франка. Ще навчаючись у гімназії, брав участь у діяльності Організації Вищих Класів Українських Гімназій — керував її самбірським осередком, Пласту, а згодом став членом Української Військової Організації. В 1928 році вступив на фізико-математичний факультет до Львівського університету. Не закінчивши навчання, був мобілізований до польського війська.

### Членство в ОУН
Проходив військову службу у польській армії, з відзнакою закінчив навчання в офіцерській школі. В цей період свого життя став членом Організації Українських Націоналістів. З 1933-го керівник Військової Референтури Крайової Екзекутиви ОУН. В 1934 році заарештований польською поліцією і протягом двох років був ув'язнений у концтаборі «Береза Картузька». Після звільнення з концтабору Грицай продовжив навчання в університеті. В 1939 був знову ув'язнений у Березі Картузькій. Звільнений у вересні 1939 після розвалу польської держави. В 1940-41 — член Революційного Проводу ОУН і учасник Другого Великого Збору ОУНР (Краків 1-4.04.1941).

### Боротьба у лавах УПА

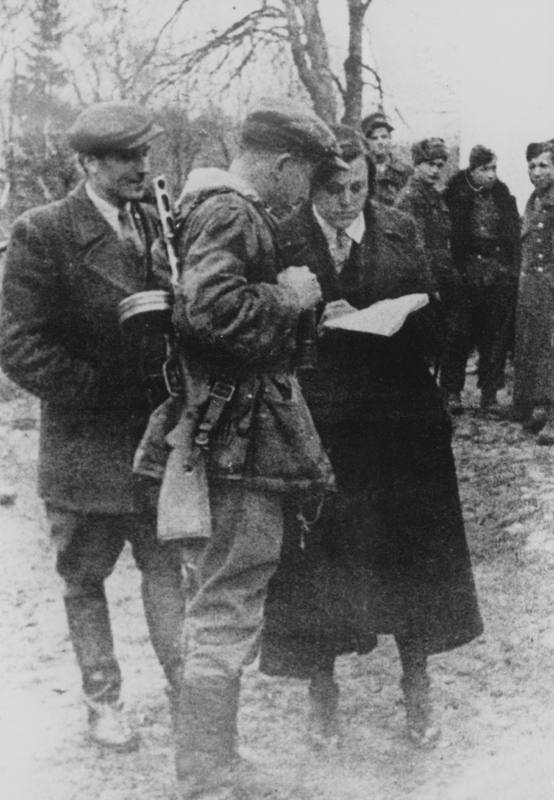
Зліва направо: Роман Шухевич, Дмитро Грицай, Катерина Мешко-Логуш, село Будераж Рівненської області. Листопад 1943

В 1941-43 роках Грицай брав активну участь у партизанській боротьбі проти гітлерівців. Восени 1941 року — очолив Крайовий Військовий Штаб ОУН, який займався викриттям тактичних планів німецького командування, створенням складів зі зброєю і боєприпасами, підготовкою офіцерських кадрів для майбутньої української армії.
На початку грудня 1942 року у Львові зібралася на конференцію військова референтура ОУН, щоб відзвітувати Проводу за проведену роботу з підготовки до формування військових сил.
4 грудня 1942 року нацисти провели широкомасштабну облаву, в ході якої схопили 18 оунівців, переважно працівників військової, пропагандистської і організаційної референтур Проводу, в тому числі 3-х членів Проводу ОУН(б): Івана Климіва («Легенда»), Ярослава Старуха («Синій», «Стяг») і Дмитра Грицая («Дуб», «Перебийніс»).
«Легенда» був убитий під час допитів цього ж дня. Дмитро Грицай разом з Ярославом Старухом були звільнені з ув'язнення засобами СБ ОУН у вересні 1943.
З січня 1945 року він очолив центральний керівний орган УПА — Головний військовий штаб. 1 листопада 1945 року Дмитру Грицаю було присвоєно звання генерал-хорунжого.

### Перехід на Захід і загибель
19 грудня 1945 року разом з членом Проводу ОУН Дмитром Маївським, виконуючи завдання Української Головної Визвольної Ради, потрапив у засідку чеської поліції при переході через чесько-німецький кордон (мали зустрітись в Німеччині з С.Бандерою і Я.Стецьком), під час затримання Маївський вчинив самогубство (застрелився). Був захоплений в полон і після тортур страчений в тюрмі у Празі 22 грудня 1945 (згідно інших даних, зокрема Чижевського, повісився у своїй камері після довгих тортур).

## Нагороди
- Згідно з Постановою УГВР від 11.10.1952 р. і Наказом Головного військового штабу УПА ч. 3/52 від 12.10.1952 р. генерал-хорунжий УПА Дмитро Грицай — «Перебийніс» нагороджений Золотим хрестом заслуги УПА.

## Вшанування пам'яті
- У Львові є вулиця Генерала Грицая.
- У багатьох містах України є Вулиця Героїв УПА, до яких належить і Генерал Дмитро Грицай.
- 14.10.2017 р. від імені Координаційної ради з вшанування пам'яті нагороджених Лицарів ОУН і УПА у Львові Золотий хрест заслуги УПА (№ 005) переданий Богдану Грицаю, сину Дмитра Грицая — «Перебийноса».